# 臺南市安定區安定國民小學
臺南市安定區安定國民小學，簡稱安定國小，是中華民國（臺灣）臺南市的一所市立國民小學。目前有網球、桌球、田徑隊等校隊社團。

## 校史

### 學校簡史
- 1906年，設立灣裡公學校安定里東區分教場。
- 1909年，改為灣裡公學校直加弄分校。
- 1918年，獨立為直加弄公學校。
- 1920年，設立港口分教場。
- 1921年，改稱為安定公學校，並設立海寮分教場。
- 1926年，港口，海寮兩處分教場合併獨立南安公學校（今南安國小）。
- 1938年，新校舍落成由舊校址遷校至現址。
- 1941年，改稱安定國民學校。
- 1946年，改稱為安定鄉第一國民學校。
- 1947年，改稱為安定國民學校。
- 1968年，因實施九年國民義務教育，改稱為安定國民小學。
- 1970年，安定、蘇厝附設幼稚班各一班。
- 1996年，新建活動中心完成。
- 2002年，成立資源班一班。
- 2010年12月25日，因臺南縣市合併改制為直轄市，改稱台南市安定區安定國民小學。
- 2011年12月，新校舍創新樓、活力樓落成啟用。
- 2013年5月24日，玉山圖書館落成啟用

### 歷任校長
日治時期
1. 田之頭清：1918年－1927年
2. 三戶右一：1927年－1929年
3. 山蒲重照：1929年－1932年
4. 梨喜代次：1932年－1934年
5. 瀨戶口盛重：1934年－1939年
6. 川畑武右衛門：1939年－1942年
7. 松尾五郎：1942年－1944年

戰後
1. 王清通：1946年4月－1954年3月
2. 翁深淵：1954年3月－1958年3月
3. 陳春增：1958年3月－1969年5月
4. 王朝雲：1969年6月－1969年9月
5. 郭源西：1969年10月－1975年7月
6. 李迫梗：1975年8月－1985年1月
7. 黃士洋：1985年2月－1997年4月
8. 蔡明春：1997年5月－1997年7月（代理）
9. 蘇　乙：1997年8月－2004年7月
10. 王清風：2004年8月－2008年7月
11. 曾寶明：2008年8月－2012年7月
12. 王聰敏：2012年8月-2019年9月
13. 陳伯照: 2019年10月－現今

## 學區
安定區的安定里、安加里、蘇厝里、蘇林里、港尾。

## 外部連結
- 安定國小電子校刊[永久]
- 臺南市安定區安定國民小學（页面存档备份，存于）